# Пилия
Пилия (на латински: Pilia; Pilea; * 75 пр.н.е.; † 46 пр.н.е.) е римлянка от род Пилия.
Омъжва се през 56 пр.н.е. за вече доста възрастния и много богат роднина конника Тит Помпоний Атик. Той е приятел на Цицерон. Те имат щастлив брак. През 51 пр.н.е. им се ражда дъщеря Помпония Цецилия Атика, която става първата съпруга на Марк Випсаний Агрипа и майка на Випсания Агрипина, която е съпруга на император Тиберий до 12 пр.н.е.
Пилия умира 46 пр.н.е.